# Diré
Diré is een stad (commune urbaine) en gemeente (commune) in de regio Timboektoe in Mali. De gemeente telt 20.300 inwoners (2009).